# Jacek Góralski
Jacek Góralskiⓘ (ur. 21 września 1992 w Bydgoszczy) – polski piłkarz, występujący na pozycji pomocnika, od sezonu 2023/2024 w polskim klubie Wieczysta Kraków. W latach 2016–2022 reprezentant Polski, uczestnik Mistrzostw Świata 2018. 

## Kariera klubowa
Wychowanek Zawiszy Bydgoszcz, grał także w III-ligowej Victorii Koronowo i w IV-ligowych Błękitnych Gąbin. Od września 2011 do czerwca 2015 był zawodnikiem I-ligowej Wisły Płock. Na początku lipca 2015 związał się czteroletnim kontraktem z Jagiellonią Białystok obowiązującym do 30 czerwca 2019. Swój debiut w Ekstraklasie w żółto-czerwonych barwach zaliczył 19 lipca 2015 w przegranym 3:2 wyjazdowym spotkaniu przeciwko Koronie Kielce.
1 sierpnia 2017 podpisał trzyletni kontrakt z mistrzem Bułgarii Łudogorcem Razgrad. W styczniu 2020 roku podpisał umowę z kazachskim Kajratem Ałmaty. 7 marca zadebiutował w wygranym 2:1 meczu z FK Taraz. Na boisku spędził pełne 90 minut. 3 listopada 2020 roku po pokonaniu 3:1 Ordabasów Szymkent został mistrzem Kazachstanu.
Od 2022 do 2023 występował w niemieckim VfL Bochum, ale nie przebił się do pierwszego składu, przeszkodziły mu w tym m.in. kontuzje. 10 sierpnia 2023 rozwiązał umowę z zespołem za porozumieniem stron. 29 sierpnia 2023 podpisał trzyletni kontrakt z występującym w III lidze klubem Wieczysta Kraków. Zadebiutował 2 września 2023 w domowym, wygranym 7:0 spotkaniu ligowym przeciwko KS Wiązownica, w którym rozegrał pierwsze 58 minut i dostał żółtą kartkę. W sezonie 2023/2024 awansował z klubem do II ligi.

## Kariera reprezentacyjna
W reprezentacji Polski zadebiutował w towarzyskim meczu ze Słowenią, rozegranym 14 listopada 2016. 4 czerwca 2018 został powołany przez selekcjonera Adama Nawałkę na Mistrzostwa Świata 2018 w Rosji. Pierwszą bramkę w reprezentacji zdobył 19 listopada 2019 w meczu ze Słowenią. 

## Statystyki

### Klubowe
(aktualne na dzień 5 czerwca 2022)
| Klub                  | Sezon              | Liga               | Liga  | Liga   | Puchar kraju | Puchar kraju | Europa | Europa | Suma  | Suma   |
| Klub                  | Sezon              | Liga               | Mecze | Bramki | Mecze        | Bramki       | Mecze  | Bramki | Mecze | Bramki |
| --------------------- | ------------------ | ------------------ | ----- | ------ | ------------ | ------------ | ------ | ------ | ----- | ------ |
| Victoria Koronowo     | 2010/11            | III liga           | 13    | 0      | –            | –            | –      | –      | 13    | 0      |
| Błękitni Gąbin        | 2011/12 (j)        | IV liga            | 1     | 0      | –            | –            | –      | –      | 1     | 0      |
| Wisła Płock           | 2011/12            | I liga             | 12    | 0      | –            | –            | –      | –      | 12    | 0      |
| Wisła Płock           | 2012/13            | II liga            | 32    | 1      | 2            | 0            | –      | –      | 34    | 1      |
| Wisła Płock           | 2013/14            | I liga             | 32    | 0      | 0            | 0            | –      | –      | 32    | 0      |
| Wisła Płock           | 2014/15            | I liga             | 31    | 4      | 1            | 0            | –      | –      | 32    | 4      |
| Wisła Płock           | Łącznie            | Łącznie            | 107   | 5      | 3            | 0            | 0      | 0      | 110   | 5      |
| Jagiellonia Białystok | 2015/16            | Ekstraklasa        | 28    | 0      | 2            | 0            | –      | –      | 30    | 0      |
| Jagiellonia Białystok | 2016/17            | Ekstraklasa        | 29    | 3      | 2            | 0            | –      | –      | 31    | 3      |
| Jagiellonia Białystok | 2017/18            | Ekstraklasa        | 0     | 0      | 0            | 0            | 3      | 0      | 3     | 0      |
| Jagiellonia Białystok | Łącznie            | Łącznie            | 57    | 3      | 4            | 0            | 3      | 0      | 64    | 3      |
| Łudogorec Razgrad     | 2017/18            | Pyrwa PFL          | 24    | 0      | 3            | 0            | 7      | 0      | 34    | 0      |
| Łudogorec Razgrad     | 2018/19            | Pyrwa PFL          | 26    | 0      | 1            | 0            | 10     | 0      | 37    | 0      |
| Łudogorec Razgrad     | 2019/20            | Pyrwa PFL          | 11    | 0      | 1            | 0            | 9      | 0      | 21    | 0      |
| Łudogorec Razgrad     | Łącznie            | Łącznie            | 61    | 0      | 5            | 0            | 26     | 0      | 92    | 0      |
| Kajrat Ałmaty         | 2020               | Priemjer Ligasy    | 16    | 0      | 0            | 0            | 0      | 0      | 16    | 0      |
| Kajrat Ałmaty         | 2021               | Priemjer Ligasy    | 3     | 0      | 4            | 0            | 2      | 0      | 9     | 0      |
| Kajrat Ałmaty         | 2022               | Priemjer Ligasy    | 7     | 0      | 0            | 0            | 4      | 0      | 11    | 0      |
| Kajrat Ałmaty         | Łącznie            | Łącznie            | 26    | 0      | 4            | 0            | 6      | 0      | 36    | 0      |
| Łącznie w karierze    | Łącznie w karierze | Łącznie w karierze | 265   | 8      | 16           | 0            | 35     | 0      | 316   | 8      |

### Reprezentacyjne

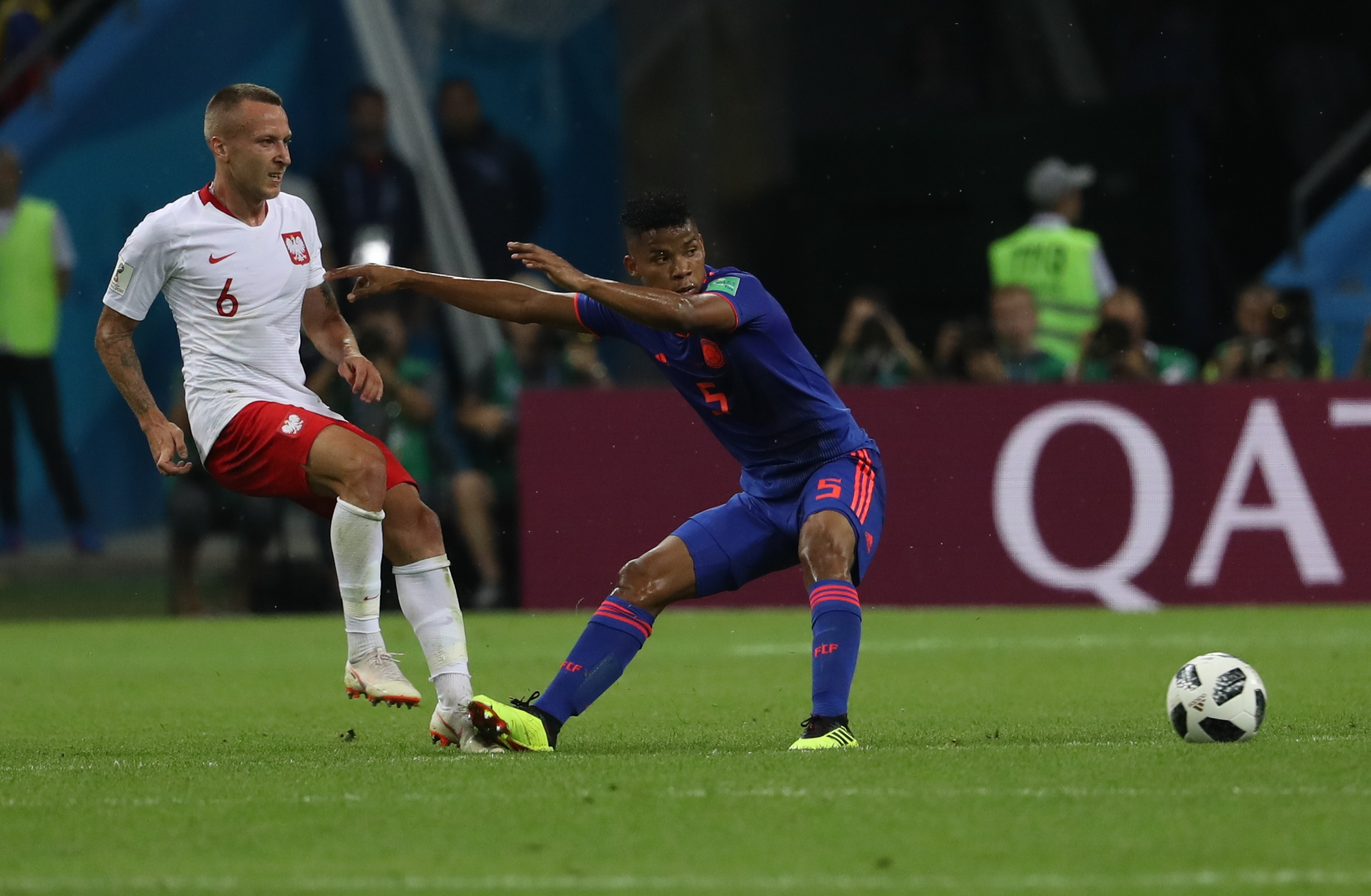
Jacek Góralski podczas meczu z Kolumbią na MŚ 2018

(aktualne na dzień  14 czerwca 2022)
| Reprezentacja | Rok     | Mecze | Bramki |
| ------------- | ------- | ----- | ------ |
| Polska        |         |       |        |
| 2016          | 1       | 0     |        |
| 2017          | 1       | 0     |        |
| 2018          | 7       | 0     |        |
| 2019          | 4       | 1     |        |
| 2020          | 4       | 0     |        |
| 2022          | 4       | 0     |        |
| Ogólnie       | Ogólnie | 21    | 1      |

| Mecze i gole w reprezentacji | Mecze i gole w reprezentacji | Mecze i gole w reprezentacji | Mecze i gole w reprezentacji | Mecze i gole w reprezentacji | Mecze i gole w reprezentacji | Mecze i gole w reprezentacji |
| Polska                       | Polska                       | Polska                       | Polska                       | Polska                       | Polska                       | Polska                       |
| Lp.                          | Data                         | Miejsce                      | Przeciwnik                   | Gol                          | Wynik                        | Rozgrywki                    |
| ---------------------------- | ---------------------------- | ---------------------------- | ---------------------------- | ---------------------------- | ---------------------------- | ---------------------------- |
| 1.                           | 14.11.2016                   | Wrocław, Polska              | Słowenia                     |                              | 1:1                          | towarzyski                   |
| 2.                           | 10.11.2017                   | Warszawa, Polska             | Urugwaj                      |                              | 0:0                          | towarzyski                   |
| 3.                           | 23.03.2018                   | Wrocław, Polska              | Nigeria                      |                              | 0:1                          | towarzyski                   |
| 4.                           | 08.06.2018                   | Poznań, Polska               | Chile                        |                              | 2:2                          | towarzyski                   |
| 5.                           | 12.06.2018                   | Warszawa, Polska             | Litwa                        |                              | 4:0                          | towarzyski                   |
| 6.                           | 24.06.2018                   | Kazań, Rosja                 | Kolumbia                     |                              | 0:3                          | MŚ 2018                      |
| 7.                           | 28.06.2018                   | Wołgograd, Rosja             | Japonia                      |                              | 1:0                          | MŚ 2018                      |
| 8.                           | 14.10.2018                   | Chorzów, Polska              | Włochy                       |                              | 0:1                          | LN 2018/2019                 |
| 9.                           | 20.11.2018                   | Guimarães, Portugalia        | Portugalia                   |                              | 1:1                          | LN 2018/2019                 |
| 10.                          | 07.06.2019                   | Skopje, Macedonia Północna   | Macedonia Północna           |                              | 1:0                          | el. ME 2020                  |
| 11.                          | 10.06.2019                   | Warszawa, Polska             | Izrael                       |                              | 4:0                          | el. ME 2020                  |
| 12.                          | 13.10.2019                   | Warszawa, Polska             | Macedonia Północna           |                              | 2:0                          | el. ME 2020                  |
| 13.                          | 19.11.2019                   | Warszawa, Polska             | Słowenia                     | Gol                          | 3:2                          | el. ME 2020                  |
| 14.                          | 07.09.2020                   | Zenica, Bośnia i Hercegowina | Bośnia i Hercegowina         |                              | 2:1                          | LN 2020/2021                 |
| 15.                          | 14.10.2020                   | Wrocław, Polska              | Bośnia i Hercegowina         |                              | 3:0                          | LN 2020/2021                 |
| 16.                          | 11.11.2020                   | Chorzów, Polska              | Ukraina                      |                              | 2:0                          | towarzyski                   |
| 17.                          | 15.11.2020                   | Reggio nell’Emilia, Włochy   | Włochy                       |                              | 0:2                          | LN 2020/2021                 |
| 18.                          | 29.03.2022                   | Chorzów, Polska              | Szwecja                      |                              | 2:0                          | el. MŚ 2022 Baraże           |
| 19.                          | 01.06.2022                   | Wrocław, Polska              | Walia                        |                              | 2:1                          | LN 2022/2023                 |
| 20.                          | 11.06.2022                   | Rotterdam, Holandia          | Holandia                     |                              | 2:2                          | LN 2022/2023                 |
| 21.                          | 14.06.2022                   | Warszawa, Polska             | Belgia                       |                              | 0:1                          | LN 2022/2023                 |

## Sukcesy

### Jagiellonia Białystok
- Wicemistrzostwo Polski: 2016/2017

### Łudogorec Razgrad
- Mistrzostwo Bułgarii: 2017/18, 2018/19
- Superpuchar Bułgarii: 2019

### Kajrat Ałmaty
- Mistrzostwo Kazachstanu: 2019/2020
- Puchar Kazachstanu w piłce nożnej: 2021

Wieczysta Kraków
- Awans do II ligi: 2023/2024